# Lasianthaea seemannii
Lasianthaea seemannii là một loài thực vật có hoa trong họ Cúc. Loài này được (A.Gray) K.M.Becker mô tả khoa học đầu tiên năm 1979.